# Домета (нос)
Носът Домета (на английски: Dometa Point) е свободен от лед морски нос на южния бряг на полуостров Байърс, остров Ливингстън, разположен 4.21 км на изток-североизток от нос Никопол, 4.64 км югоизточно от връх Честър, 1.11 км на юг-югозапад от хълм Негро и 8.7 км на запад-северозапад от нос Елефънт. Районът е посещаван от ловци на тюлени през 19 век.
Координатите му са: 62°39′44″ ю. ш. 61°00′51″ з. д. / 62.662222° ю. ш. 61.014167° з. д..
Наименуван е на Домета, управител на югозападната българска област Кутмичевица осигурил условия за изпълнение на мисията на Св. Климент Охридски възложена от българския владетел княз Борис-Михаил (9 век). Името е официално дадено на 15 декември 2006 г.
Британско картографиране от 1968 г., подробно испанско от 1992 г., българско от 2005 г. и 2009 г.

## Карти
- Península Byers, Isla Livingston Архив на оригинала от 2013-11-09 в Wayback Machine.. Mapa topográfico a escala 1:25000. Madrid: Servicio Geográfico del Ejército, 1992.
- L.L. Ivanov et al, Antarctica: Livingston Island, South Shetland Islands (from English Strait to Morton Strait, with illustrations and ice-cover distribution), 1:100000 scale topographic map, Antarctic Place-names Commission of Bulgaria, Sofia, 2005
- Л. Иванов. Антарктика: Остров Ливингстън и острови Гринуич, Робърт, Сноу и Смит. Топографска карта в мащаб 1:120000. Троян: Фондация Манфред Вьорнер, 2009. ISBN 978-954-92032-4-0
- Л. Иванов. Карта на остров Ливингстън. В: Иванов, Л. и Н. Иванова. Антарктика: Природа, история, усвояване, географски имена и българско участие. София: Фондация Манфред Вьорнер, 2014. с. 18-19. ISBN 978-619-90008-1-6